# Der Ermittler
Der Ermittler war eine deutschsprachige Krimiserie, die vom ZDF und dem SF DRS gemeinsam produziert wurde.

## Allgemeines
Die Serie spielte in Hamburg. Das Ermittlerteam bestand aus Kriminalhauptkommissar Paul Zorn, seiner Kollegin Eva Klaussner sowie ihrem Vorgesetzten, Kriminaldirektor Henning Peters von der Hamburger Mordkommission. Die Gerichtsmedizinerin Dr. Tina Jaeger und der Kriminalkommissaranwärter Tim Rasch gehörten seit 2004 zum Team.
Autoren einzelner Folgen waren u. a. Eva und Volker A. Zahn, Johannes Dräxler, Remy Eyssen sowie Eva und Horst Kummeth. Für die einzelnen Folgen wurden verschiedene Regisseure verpflichtet.
Produziert und im ZDF ausgestrahlt wurden fünf Staffeln mit jeweils sechs Folgen, bis auf die letzte Staffel mit fünf Episoden.

## Episodenliste

### Staffel 1
| Nr. (ges.) | Nr. (St.) | Originaltitel          | Erstausstrahlung D |
| ---------- | --------- | ---------------------- | ------------------ |
| 1          | 1         | Der letzte Ausweg      | 16. März 2001      |
| 2          | 2         | Auge um Auge           | 30. März 2001      |
| 3          | 3         | Tödliche Schuld        | 6. Apr. 2001       |
| 4          | 4         | Mord auf dem Golfplatz | 13. Apr. 2001      |
| 5          | 5         | Zweikampf              | 8. Juni 2001       |
| 6          | 6         | Alle für einen         | 6. Juli 2001       |

### Staffel 2
| Nr. (ges.) | Nr. (St.) | Originaltitel          | Erstausstrahlung D |
| ---------- | --------- | ---------------------- | ------------------ |
| 7          | 1         | Der letzte Anruf       | 31. Mai 2002       |
| 8          | 2         | Väter und Söhne        | 7. Juni 2002       |
| 9          | 3         | Das Profil des Mörders | 12. Juli 2002      |
| 10         | 4         | Feindliche Übernahme   | 19. Juli 2002      |
| 11         | 5         | Schöner Tod            | 26. Juli 2002      |
| 12         | 6         | Mädchenmord            | 23. Aug. 2002      |

### Staffel 3
| Nr. (ges.) | Nr. (St.) | Originaltitel         | Erstausstrahlung D |
| ---------- | --------- | --------------------- | ------------------ |
| 13         | 1         | Die Zeugin            | 2. Mai 2003        |
| 14         | 2         | Stadt, Land, Mord     | 9. Mai 2003        |
| 15         | 3         | Heimlich beobachtet   | 16. Mai 2003       |
| 16         | 4         | Der Traum vom Glück   | 23. Mai 2003       |
| 17         | 5         | Absender unbekannt    | 30. Mai 2003       |
| 18         | 6         | Tödliches Wiedersehen | 6. Juni 2003       |

### Staffel 4
| Nr. (ges.) | Nr. (St.) | Originaltitel       | Erstausstrahlung D |
| ---------- | --------- | ------------------- | ------------------ |
| 19         | 1         | Zerbrochene Träume  | 7. Mai 2004        |
| 20         | 2         | Mörderisches Spiel  | 14. Mai 2004       |
| 21         | 3         | Objekt der Begierde | 21. Mai 2004       |
| 22         | 4         | Familienglück       | 28. Mai 2004       |
| 23         | 5         | Nachtschwimmer      | 4. Juni 2004       |
| 24         | 6         | Schönheitsfehler    | 11. Juni 2004      |

### Staffel 5
| Nr. (ges.) | Nr. (St.) | Originaltitel           | Erstausstrahlung D |
| ---------- | --------- | ----------------------- | ------------------ |
| 25         | 1         | Eiskalter Mord          | 27. Mai 2005       |
| 26         | 2         | Bittere Wahrheit        | 3. Juni 2005       |
| 27         | 3         | Zahltag                 | 10. Juni 2005      |
| 28         | 4         | Willkommen in der Hölle | 17. Juni 2005      |
| 29         | 5         | Gnadenlos               | 19. Juli 2005      |